# Fisher (Arkansas)
Fisher è un comune degli Stati Uniti d'America, situato in Arkansas, nella contea di Poinsett.